# Santo Trafficante Jr.
Santo Trafficante Jr. (ur. w 1914, zm. w 1987) – amerykański mafioso, syn Santo Trafficante Sr., jeden z czołowych i wpływowych bossów mafii amerykańskiej. Twardą ręką sprawował rządy na swoim terytorium skupionym wokół Tampy w stanie Floryda.

## Życiorys
Urodził się w Stanach Zjednoczonych i u boku ojca zdobywał pierwsze szlify gangsterskie. Jako jeden z nielicznych mafiosów w historii zorganizowanej przestępczości przejął schedę po swoim ojcu (Santo senior zmarł w 1954 r.).
Zgodnie z mafijną tradycją prowadził szereg dochodowych i nielegalnych interesów: lichwa, hazard, handel narkotykami, wymuszenia, porwania itp.
Uczestnik konferencji hawańskiej – przybył w imieniu ojca, a przy okazji sondował, na ile mogą zainwestować w kubański rynek hazardowy, który w tym czasie zdominowany był przez Meyera Lansky’ego mającego silne poparcie dyktatora Fulgencio Batisty.
Santo junior przebywał na Kubie od 1946 do czasu, w którym Fidel Castro obalił Batistę (1959 r.) i wyrzucił amerykańskich gangsterów, gdyż nie widział w nich swoich sojuszników, a przy okazji dokonał konfiskaty kasyn kontrolowanych przez mafię. Wziął udział w mafijnej konferencji w Apalachin, podczas której został zatrzymany.
Santo junior spędził jakiś czas w kubańskim więzieniu po tym, jak władzę przejął Castro. Po wyjściu z więzienia opuścił wyspę i wrócił do Stanów, zabierając całą swoją gotówkę.
Po powrocie do kraju, Santo junior zajął się organizowaniem przestępczych interesów (głównie handel narkotyków). W 1969 roku odbył podróż do Sajgonu, której celem było nawiązanie kontaktów z Sycylijczykami w kwestii dystrybucji heroiny z Indochin do Stanów Zjednoczonych.
Zamieszany był w operację CIA zwaną operacja Mangusta, której jednym z głównych celów było zabicie Fidela Castro. Obok niego udział w tych działaniach brały takie tuzy świata przestępczego, jak Sam Giancana i John Roselli (obaj zostali zamordowani w latach 70.). W kontaktach z CIA posługiwał się przydomkiem Joe Pecora.
W 1975 roku zeznawał (podobnie jak John Roselli) przed specjalną Senacką Komisją Wywiadu (z ang. U.S. Senate Select Committee on Intelligence, w skrócie SSCIA) na temat udziału CIA w operacji Mangusta. W 1978 roku ponownie zeznawał – tym razem przed Komisją Izby Reprezentantów – w sprawie zamachu na prezydenta Johna F. Kennedy’ego.
Posiadał liczne i bliskie kontakty wśród kubańskich uchodźców na Florydzie, od których zdobywał informacje na temat działań CIA, m.in. w sprawie inwazji w Zatoce Świń.
To na podstawie m.in. zeznań Johna Rosellego istnieje podejrzenie, że Santo junior pracował dla Castro, informując go działalności kubańskich antycastrowskich uchodźców na Florydzie oraz o planowanych zamachach na jego życie.
Wiele wynalazków CIA (m.in. wieczne pióro z zatrutym ostrzem, zatruty prątkami gruźlicy i grzybicy strój płetwonurka, muszla morska z materiałem wybuchowym, trucizna do napoju i zatrute cygara) lądowało na śmietniku lub wylewano do toalety, gdy tylko trafiały do rąk mafiosów. Istniało podejrzenie, że gangsterzy próbowali się dogadać z Castro na korzystniejszych warunkach, niż za czasów Batisty.
Jako jeden z niewielu czołowych bossów mafijnych nigdy nie został skazany pod żadnym poważnym zarzutem. Zmarł na chorobę wieńcową w 1987 r.